# FDGB-Pokal 1949
Der erste Wettbewerb um den FDGB-Fußballpokal fand 1949 statt. Er nahm seinen Anfang in den vier ostdeutschen Ländern Brandenburg, Sachsen-Anhalt, Sachsen und Thüringen sowie in Ost-Berlin. Das Land Mecklenburg hatte auf die Teilnahme verzichtet. Teilnahmeberechtigt zum Ausspielen des vom Freien Deutschen Gewerkschaftsbund (FDGB) ausgeschriebenen Wanderpokals waren nur Betriebssportgemeinschaften sowie die Sportgemeinschaften der Volkspolizei.
In den vier Flächenländern wurden im üblichen Pokalmodus in einfachen K.-o.-Runden die Pokalsieger ermittelt. In Berlin gab es eine Vierer-Punkterunde, der Sieger SG Concordia Wilhelmsruh musste gegen den Pokalsieger Brandenburgs, die SG Volkspolizei Potsdam, ein Ausscheidungsspiel absolvieren.
Alle Finalteilnehmer wurden anschließend in einem Viertelfinale zusammengefasst, über das schließlich im herkömmlichen Pokalmodus der erste Sieger des FDGB-Pokals ermittelt wurde. Die Verlierer des Halbfinales spielten um den dritten Platz. Nach jeweils zwei unentschiedenen Begegnungen stand der Sieger erst im dritten Spiel fest.
Der FDGB-Pokalwettbewerb 1949 diente gleichzeitig zur Ermittlung von drei zukünftigen DDR-Oberligisten, da drei Plätze in der neuen Oberliga für Betriebssportgemeinschaften reserviert wurden. Die drei auf diesem Weg ermittelten Oberligisten waren die BSG Waggonfabrik Dessau, die BSG Gera-Süd und die ZSG Horch Zwickau.

## Landespokale

### Brandenburg

#### Halbfinale
|                 | Ergebnis  |                                  |
| --------------- | --------- | -------------------------------- |
| ZSG Welzow      | 6:2       | BSG Synthese Schwarzheide        |
| ZSG Wittenberge | 2:6 n. V. | SG Deutsche Volkspolizei Potsdam |

#### Finale
|                                  | Ergebnis |            |
| -------------------------------- | -------- | ---------- |
| SG Deutsche Volkspolizei Potsdam | 3:1      | ZSG Welzow |

### Sachsen-Anhalt

#### Viertelfinale
|                           | Ergebnis  |                                   |
| ------------------------- | --------- | --------------------------------- |
| BSG Kombinat Bitterfeld   | 2:1 n. V. | SG Weißenfels-Süd                 |
| SG Eisenhüttenwerk Thale  | 0:1       | BSG Waggonbau Dessau              |
| BSG ECW Eilenburg         | 1:0       | BSG Börde Alte Neustadt Magdeburg |
| SG Genossenschaften Halle | 0:1       | BSG VVB Mansfeld Eisleben         |

#### Halbfinale
|                         | Ergebnis |                           |
| ----------------------- | -------- | ------------------------- |
| BSG Waggonfabrik Dessau | 4:0      | BSG Kombinat Bitterfeld   |
| BSG ECW Eilenburg       | 2:1      | SG Genossenschaften Halle |

#### Finale
|                   | Ergebnis |                         |
| ----------------- | -------- | ----------------------- |
| BSG ECW Eilenburg | 3:1      | BSG Waggonfabrik Dessau |

### Sachsen

#### Halbfinale
|                     | Ergebnis |                     |
| ------------------- | -------- | ------------------- |
| ZSG Horch Zwickau   | 2:1      | ZSG Meißen          |
| BSG Konsum Chemnitz | 4:1      | BSG Stahlwerk Riesa |

#### Finale
|                   | Ergebnis |                     |
| ----------------- | -------- | ------------------- |
| ZSG Horch Zwickau | 4:0      | BSG Konsum Chemnitz |

### Thüringen

#### Halbfinale
|                     | Ergebnis |                               |
| ------------------- | -------- | ----------------------------- |
| BSG Carl Zeiss Jena | 4:0      | SG Eintracht Werra Breitungen |
| BSG Gera-Süd        | 3:2      | SG Rheinmetall Sömmerda       |

#### Finale
|              | Ergebnis |                     |
| ------------ | -------- | ------------------- |
| BSG Gera-Süd | 1:0      | BSG Carl Zeiss Jena |

### Berlin

#### Abschlusstabelle
| 1. | SG Concordia Wilhelmsruh       |
| 2. | ZSG Sparta-Siemens Lichtenberg |
| 3. | BSG VEB Buchholz               |
| 4. | BSG BHW Johannisthal           |

## Ausscheidungsspiel
| Datum         |                                  | Ergebnis |                          |
| ------------- | -------------------------------- | -------- | ------------------------ |
| 31. Juli 1949 | SG Deutsche Volkspolizei Potsdam | 7:3      | SG Concordia Wilhelmsruh |

## Viertelfinale
| Datum          |                         | Ergebnis  |                                  |
| -------------- | ----------------------- | --------- | -------------------------------- |
| 7. August 1949 | ZSG Horch Zwickau       | 12:10     | ZSG Welzow                       |
| 7. August 1949 | BSG Waggonfabrik Dessau | 6:3       | SG Deutsche Volkspolizei Potsdam |
| 7. August 1949 | BSG Carl Zeiss Jena     | 3:1       | BSG ECW Eilenburg                |
| 7. August 1949 | BSG Gera-Süd            | 1:1 n. V. | BSG Konsum Chemnitz              |

### Wiederholungsspiel
| Datum           |                     | Ergebnis |              |
| --------------- | ------------------- | -------- | ------------ |
| 10. August 1949 | BSG Konsum Chemnitz | 0:3      | BSG Gera-Süd |

## Halbfinale
| Datum           |                         | Ergebnis | !Stadt                        |
| --------------- | ----------------------- | -------- | ----------------------------- |
| 13. August 1949 | BSG Gera-Süd            | 1:0      | ZSG Horch Zwickau \|Leipzig   |
| 14. August 1949 | BSG Waggonfabrik Dessau | 2:0      | BSG Carl Zeiss Jena \|Leipzig |

## Spiel um den 3. Platz
| Datum           |                   | Ergebnis  | !Stadt                     |
| --------------- | ----------------- | --------- | -------------------------- |
| 20. August 1949 | ZSG Horch Zwickau | 1:1 n. V. | BSG Carl Zeiss Jena \|Gera |

### Wiederholungsspiele
| Datum             |                   | Ergebnis  | !Stadt                        |
| ----------------- | ----------------- | --------- | ----------------------------- |
| 31. August 1949   | ZSG Horch Zwickau | 2:2 n. V. | BSG Carl Zeiss Jena \|Dresden |
| 6. September 1949 | ZSG Horch Zwickau | 5:1       | BSG Carl Zeiss Jena \|Dessau  |

## Finale

### Statistik
| Paarung                 | BSG Waggonfabrik Dessau – BSG Gera-Süd |
| Ergebnis                | 1:0 (0:0) |
| Datum                   | 28. August 1949 |
| Stadion                 | Kurt-Wabbel-Stadion, Halle (Saale) |
| Zuschauer               | 10.000 |
| Schiedsrichter          | Erich Pöhner (Zwickau) |
| Tore                    | 1:0 Franz Kusmierek (76.) |
| BSG Waggonfabrik Dessau | Fritz Doebler – Hans Höhne, Walter Elze – Robert Gerngroß, Paul Breitmann, Heinz Matthies – Gerhard Witte, Franz Kusmierek, Rudolf Kersten, Werner Welzel, Willy Rottmann Cheftrainer: Johannes Manthey |
| BSG Gera-Süd            | Fritz Blumert – Helmut Sturm, Fritz Zergiebel – Max Wollenschläger, Kurt Golde, Gerhard Breitenstein – Herbert Thomas, Harry Frey, Günter Ritter, Georg Buschner, Edgar Klotz Cheftrainer: Erich Dietel |

### Spielverlauf
In Halle (Saale) trafen der Pokalsieger aus Thüringen und der Pokalvize von Sachsen-Anhalt aufeinander. Bei Gera-Süd vermutete man die bessere Abwehr, die in den zurückliegenden fünf Pokalspielen nur drei Treffer zugelassen hatte. Dagegen hatten sich die Dessauer Stürmer als bisher sehr treffsicher erwiesen, sie hatten in ihren fünf Pokalspielen 20 Tore erzielt. Lange schien es so, als würde die bessere Abwehrarbeit der Geraer spielentscheidend werden, denn es gelang den Thüringern, den Dessauer Sturm um den gefährlichen Mittelstürmer Kusmierek in Schach zu halten. Über weite Strecken entwickelte sich eine ausgeglichene Partie, in der keine Seite die Oberhand gewinnen konnte. Letztlich entschied dann doch Dessaus Torjäger Kusmierek das Spiel, sein Tor in der 76. Minute blieb der einzige Treffer, sodass sich am Ende die BSG Waggonfabrik Dessau mit dem Titel des ersten FDGB-Pokalgewinners schmücken konnte.